# Vabs Sogn
Vabs Sogn (på tysk Kirchspiel Waabs) er et sogn i Svans i det østlige Sydslesvig, tidligere i Risby Herred (≈Svans Adelige Distrikt), nu kommune Vabs i Rendsborg-Egernførde Kreds i delstaten Slesvig-Holsten.
I Vabs Sogn findes flg. stednavne:
- Askbjerg (Ascheberg)
- Bognæs eller Bøgenæs (Booknis)
- Bredland
- Egeskov
- Flintholm
- Humlegård
- Høgholt el. Høgeholt (Hökholz)
- Hylsenhain (Hülsenhain)
- Karlsminde
- Klinkkbjerg
- Kohøved (Ludwigsburg)
- Kummerdige
- Langskov[1] el. Langholt (Langholz)
- Lerbjerg (Lehmberg)
- Lille Vabs (Vabenæs, Kleinwaabs)
- Nyslag
- Rødesande (Rothensande)
- Sophienhof
- Store Vabs (Vabenæs, Großwaabs)
- Strandbæk